# Nienasycenie
Nienasycenie – powieść fantastyczna Stanisława Ignacego Witkiewicza wydana w dwóch częściach (Przebudzenie i Obłęd) w 1930 w Warszawie w wydawnictwie „Dom Książki Polskiej”.
Nienasycenie uważane jest za najlepszą powieść Witkiewicza.

## Fabuła
Akcja powieści rozgrywa się w XXI wieku i ukazuje podzielony świat Zachodu, społeczeństwo konsumpcyjne poddane rosnącemu apetytowi na nowości, spenetrowane przez chińskich komunistów i wschodni mistycyzm, którego dostawcy dostarczają również pigułki szczęścia.
Zypcio Kapen tuż po maturze wpada w oszałamiający wir wydarzeń. Śmierć ojca i rozwiązłość matki, szereg dziwacznych znajomości, eksperymenty seksualne i nadchodząca wojna szybko prowadzą go do dorosłości, małżeństwa, morderstwa, służby wojskowej i wielu rozterek egzystencjalnych.

## Film
W roku 2003 powstał film oparty na książce, w reżyserii Wiktora Grodeckiego. Wystąpili w nim m.in. Michał Lewandowski jako Zypcio oraz Cezary Pazura w potrójnej roli: jego ojca, generała Kocmołucha i kompozytora Tengiera. Muzykę skomponował Leszek Możdżer.